# Monoplan
Et monoplan (eller en endækker) er en flyvemaskine med ét sæt vinger i modsætning til biplanerne (dobbeltdækkerne) fra flyvningens barndom. I starten lavede man vingerne som en sammenhængende del med bærebjælker, der gik tværs gennem flykroppens konstruktion, men i 1930'erne kom monocoque-teknikken (enkeltskal), hvor flykroppen var helt uden indre stivere og vingerne uden midtersektion, som f.eks. Spitfire-flyet.